# Hofanlage Wriethstraße 8
Die Hofanlage Wriethstraße 8 an der Unteroste in der Ostemarsch, in der niedersächsischen Gemeinde Hechthausen-Kleinwörden, Samtgemeinde Hemmoor im Landkreis Cuxhaven, stammt vom 19. Jahrhundert.
Aktuell (2024) wird sie als Wohnhaus genutzt.
Die Gebäude stehen unter Denkmalschutz (siehe auch Liste der Baudenkmale in Hechthausen).

## Geschichte und Beschreibung
Hechthausen wurde 1233 als Hekethusen zum ersten Mal erwähnt. Damals beherrschte die begüterte Adelsfamilie de Hekethusen die Region. Das nordöstliche Dorf Kleinwörden (wörden = Wurt) gehört seit 1972 zu Hechthausen.
Die Hofanlage an einer längeren Zufahrt besteht aus
- dem eingeschossigen giebelständigen Wohn- und Wirtschaftsgebäude von 1838 (Inschrift), als Zweiständer-Hallenhaus in gleichmäßigem engmaschigen Fachwerk, mit reetgedecktem Satteldach; Wirtschaftsgiebel mit der Grooten Door mit Korbbogen und darüber eine Ladeluke, den zwei Stalltüren, senkrechter regionaltypischer Verbretterung sowie Uhlenloch; der südliche Wohnteil wurde viel später massiv erneuert und erhielt eine mittige Veranda,[2]
- der eingeschossigen giebelständigen firstparallelen Stallscheune von 1849 (Inschrift) als Zweiständer-Hallenhaus in engmaschigem Rasterfachwerk und Steinausfachung und reetgedecktem Satteldach, mit Grooter Door und seitlichen Stalltüren sowie einer Ladeluke und der vertikalen regionaltypischen Verbretterung im Giebeldreieck mit Uhlenloch; der Südgiebel wurde massiv erneuert.[3]

Das Landesdenkmalamt befand u. a.: „… regionstypische Anlage mit paarweiseartig angeordnetem Wohn-/Wirtschaftsgebäude und paralleler Scheune im Bereich des Ostebogens der Unteroste …“
Die Anlage ähnelt der Hofanlage Alte Fährstraße 2 aus derselben Zeit.